# Brisbane International 2024 - Qualificazioni singolare femminile
Le qualificazioni del singolare del Brisbane International 2024 sono un torneo di tennis preliminare per accedere alla fase finale della manifestazione disputate il 29 e 30 dicembre 2023. Le vincitrici dell'ultimo turno sono entrate di diritto nel tabellone principale. In caso di ritiro di una o più giocatrici aventi diritto sono subentrati i Lucky loser, ossia le giocatrici che hanno perso nell'ultimo turno ma che avevano una classifica più alta rispetto alle altre partecipanti che avevano comunque perso nel turno finale.

## Teste di Serie
1. Aljaksandra Sasnovič (ultimo turno)
2. Dajana Jastrems'ka (qualificata)
3. Mai Hontama (ultimo turno)
4. Olivia Gadecki (qualificata)
5. Rebecca Šramková (ultimo turno)
6. Hailey Baptiste (qualificata)

1. Heather Watson (primo turno)
2. Julia Riera (qualificata)
3. Valerija Savinych (ultimo turno)
4. Martina Capurro Taborda (primo turno)
5. Léolia Jeanjean (primo turno)
6. Julija Starodubceva (ultimo turno)

## Qualificate
1. Zeynep Sönmez
2. Dajana Jastrems'ka
3. Julia Riera

1. Olivia Gadecki
2. Tímea Babos
3. Hailey Baptiste

## Tabellone

### Legenda
| - Q = Qualificato - WC = Wild card - LL = Lucky loser | - ALT = Alternate - SE = Special Exempt - PR = Protected Ranking | - w/o = Walkover - r = Ritirato - d = Squalificato |

### Sezione 1
|  | Primo turno | Primo turno          | Primo turno          | Primo turno | Primo turno |  |  | Secondo turno | Secondo turno        | Secondo turno        | Secondo turno | Secondo turno |  |
|  |             |                      |                      |             |             |  |  |               |                      |                      |               |               |  |
|  | 1           | Aljaksandra Sasnovič | Aljaksandra Sasnovič | 6           | 6           |  |  |               |                      |                      |               |               |  |
|  | WC          | Seone Mendez         | Seone Mendez         | 1           | 3           |  |  | 1             | Aljaksandra Sasnovič | Aljaksandra Sasnovič | 4             | 5             |  |
|  |             | Zeynep Sönmez        | 3                    | 6           | 6           |  |  |               | Zeynep Sönmez        | Zeynep Sönmez        | 6             | 7             |  |
|  | 7           | Heather Watson       | 6                    | 1           | 3           |  |  |               |                      |                      |               |               |  |

### Sezione 2
|  | Primo turno | Primo turno         | Primo turno        | Primo turno | Primo turno |  |  | Secondo turno | Secondo turno       | Secondo turno       | Secondo turno | Secondo turno |  |
|  |             |                     |                    |             |             |  |  |               |                     |                     |               |               |  |
|  | 2           | Dajana Jastrems'ka  | Dajana Jastrems'ka | 6           | 6           |  |  |               |                     |                     |               |               |  |
|  | PR          | Hsieh Su-wei        | Hsieh Su-wei       | 2           | 2           |  |  | 2             | Dajana Jastrems'ka  | Dajana Jastrems'ka  | 6             | 6             |  |
|  | WC          | Maddison Inglis     | 3                  | 6           | 4           |  |  | 12            | Julija Starodubceva | Julija Starodubceva | 3             | 3             |  |
|  | 12          | Julija Starodubceva | 6                  | 2           | 6           |  |  |               |                     |                     |               |               |  |

### Sezione 3
|  | Primo turno | Primo turno   | Primo turno  | Primo turno | Primo turno |  |  | Secondo turno | Secondo turno | Secondo turno | Secondo turno | Secondo turno |  |
|  |             |               |              |             |             |  |  |               |               |               |               |               |  |
|  | 3           | Mai Hontama   | Mai Hontama  | 7           | 6           |  |  |               |               |               |               |               |  |
|  |             | Chloé Paquet  | Chloé Paquet | 5           | 3           |  |  | 3             | Mai Hontama   | 7             | 1             | 1             |  |
|  |             | Priscilla Hon | 6            | 63          | 3           |  |  | 8             | Julia Riera   | 63            | 6             | 6             |  |
|  | 8           | Julia Riera   | 3            | 7           | 6           |  |  |               |               |               |               |               |  |

### Sezione 4
|  | Primo turno | Primo turno       | Primo turno       | Primo turno | Primo turno |  |  | Secondo turno | Secondo turno     | Secondo turno     | Secondo turno | Secondo turno |  |
|  |             |                   |                   |             |             |  |  |               |                   |                   |               |               |  |
|  | 4           | Olivia Gadecki    | Olivia Gadecki    | 7           | 6           |  |  |               |                   |                   |               |               |  |
|  | PR          | Aleksandra Krunić | Aleksandra Krunić | 5           | 0           |  |  | 4             | Olivia Gadecki    | Olivia Gadecki    | 6             | 6             |  |
|  | WC          | Jaimee Fourlis    | 7                 | 5           | 2           |  |  | 9             | Valerija Savinych | Valerija Savinych | 3             | 2             |  |
|  | 9           | Valerija Savinych | 68                | 7           | 6           |  |  |               |                   |                   |               |               |  |

### Sezione 5
|  | Primo turno | Primo turno      | Primo turno      | Primo turno | Primo turno |  |  | Secondo turno | Secondo turno | Secondo turno | Secondo turno | Secondo turno |  |
|  |             |                  |                  |             |             |  |  |               |               |               |               |               |  |
|  | 5           | Rebecca Šramková | Rebecca Šramková | 61          | 4           |  |  |               |               |               |               |               |  |
|  |             | Tímea Babos      | Tímea Babos      | 7           | 6           |  |  |               | Tímea Babos   | 5             | 7             | 6             |  |
|  | WC          | Talia Gibson     | 4                | 6           | 6           |  |  | WC            | Talia Gibson  | 7             | 5             | 2             |  |
|  | 11          | Léolia Jeanjean  | 6                | 3           | 4           |  |  |               |               |               |               |               |  |

### Sezione 6
|  | Primo turno | Primo turno             | Primo turno             | Primo turno | Primo turno |  |  | Secondo turno | Secondo turno   | Secondo turno   | Secondo turno | Secondo turno |  |
|  |             |                         |                         |             |             |  |  |               |                 |                 |               |               |  |
|  | 6           | Hailey Baptiste         | Hailey Baptiste         | 6           | 6           |  |  |               |                 |                 |               |               |  |
|  |             | Gabriela Knutson        | Gabriela Knutson        | 1           | 0           |  |  | 6             | Hailey Baptiste | Hailey Baptiste | 6             | 7             |  |
|  |             | Sof'ja Lansere          | Sof'ja Lansere          | 6           | 6           |  |  |               | Sof'ja Lansere  | Sof'ja Lansere  | 3             | 5             |  |
|  | 10          | Martina Capurro Taborda | Martina Capurro Taborda | 2           | 1           |  |  |               |                 |                 |               |               |  |